# Эрмитс, Калев
Калев Эрмитс (эст. Kalev Ermits; род. 19 сентября 1992, Тарту) —  эстонский биатлонист и лыжник. 
Завершил карьеру в 29 лет

## Биография
Биатлоном начал заниматься Калев Эрмитс с 2006 года, в возрасте 14 лет.
Калев входил в юношескую сборную Эстонии и участвовал на трёх первенствах мира среди юниоров. За основную команду дебютировал в Кубке мира в сезоне 2012/2013 на этапе в немецком Оберхофе. В спринтерской гонке Эрмитс занял 87-е место.
Со следующего сезона биатлонист выступает в Кубке мира на постоянной основе. Также он принимал участие в зимних Олимпийских играх в Сочи, в зимних Олимпийских Играх в Пхёнчхане 2018.
В конце марта 2014 года Калев Эрмитс одержал победы в спринте и масс-старте на чемпионате Финляндии по биатлону. Там он выступал вне зачета.
7 февраля 2015 года спортсмен набрал свои первые очки в розыгрыше Кубка мира, он финишировал 30 в спринте в чешском Ново-Место.
14 февраля 2015 года на розыгрыше Кубка мира Калев Эрмитс занял 20 место в спринте в Норвежском Хольменколлене.
11 февраля 2016 года на розыгрыше Кубка мира Калев Эрмитс занял 19 место в спринте в Американском Преск-Айле.12 февраля 2016 года в гонке преследования Калев сумел улучшить свои позиции, заняв в итоге 11 место. Это является лучшим результатом спортсмена в карьере.

### Участие на зимних  Олимпийских играх
| Зимние Олимпийские игры        | Индивидуальная Гонка | Спринт | Преследование | Масс-старт | Эстафета | Смешанной эстафете |
| Олимпийские игры 2014 Сочи     | 69e                  | —      | —             | —          | 17e      | —                  |
| Олимпийские игры 2018 Пхенчхан | 32e                  | 36e    | 41e           | —          | 13e      | —                  |

## Кубок мира по биатлону
- 2014/2015— 70-е место

- 2015/2016— 63-е место
- 2017/2018— 62-е место
- 2018/2019— 60-е место
- 2019/2020—88-е место